# Mechanizm przepływu powietrza
Mechanizm przepływu powietrza – w fonetyce sposób, w jaki strumień powietrza jest tworzony w torze głosowym.
Możliwe jest sześć sposobów wytwarzania tego strumienia:
- strumień ingresywny płucny – spotykany w niektórych językach w krótkich słowach
- strumień ingresywny krtaniowy – w głoskach iniektywnych
- strumień ingresywny językowy – w mlaskach
- strumień egresywny płucny[1] – najpowszechniejszy, w niektórych językach (w tym w polskim) jedyny
- strumień egresywny krtaniowy[1] – w głoskach ejektywnych
- strumień egresywny językowy[1] – we francuskim wykrzykniku oznaczającym odmowę, zbycie kogoś

Egresywny strumień powietrza – strumień powietrza wydychanego z płuc lub wprawionego w ruch opuszczający jamę ustną przez inne narządy mowy, następnie obrabiany przez pozostałe narządy mowy, podstawowy materiał do produkcji dźwięku. Jest on podstawą powstania większości dźwięków w językach indoeuropejskich.
Ingresywny strumień powietrza (pot. mówienie na wdechu) – strumień powietrza wdychanego w kierunku płuc lub wprawionego w ruch w kierunku płuc przez inne narządy mowy, następnie obrabiany przez pozostałe narządy mowy, materiał do produkcji dźwięku. W językach indoeuropejskich występuje w języku szwedzkim i norweskim. W Europie spotyka się go także w języku fińskim. Występuje głównie w krótkich wypowiedziach, najczęściej jednowyrazowych lub dwuwyrazowych.